# Varšavski metro
Varšavski metro je jedan od najnovije nastalih sustava podzemnih željeznica na svijetu, iako je prva odluka o njegovoj izgradnji donesena od gradskih vlasti već 1925. godine. Poslije stanke koju je izazvao rat radovi na izgradnji dubokog metroa otpočeli su početkom pedesetih godina 20. stoljeća, ali su 1957. godine definitivno prekinuti.
Radovi nad projektiranjem današnjeg metroa trajali su od polovine sedamdesetih godina 20. stoljeća. Gradska skupština je 1982. godine donijela odluku o izgradnji prvoj liniji metroa u Varšavi. 15. kolovoza 1983. godine počela je izgradnja prvog podzemnog tunela na Ursinuvu.
7. kolovoza 1995. godine u upotrebu je pušten prvi jedanaestkilometarni dio metroa od stanice Kabaty do stanice Politechnika. Sljedećih godina u promet su puštane stanice:
- Centar (Centrum) (26. svibnja 1998.)
- zajedno Svientokžiska (Świętokrzyska) i Ratuš (Ratusz) (11. svibnja 2001.)
- Gdanjski Dvorac (Dworzec Gdański) (20. prosinca 2003.)
- Wilsonov trg (Plac Wilsona) (8. kolovoza 2005.)
- Marymont (29. prosinca 2006.)
- Słodowiec (23. kolovoza 2008.)
- Stare Bielany, Wawrzyszew i Młociny (25. listopada 2008.)

Trenutno se varšavski metro sastoji od samo jedne linije Kabaty preko Mokotówa i Śródmieście- varšavske općine do Starog Žoliboža (Stary Żoliborz) i Bielan (Bielany) -  Młociny (23,1 km, 21 stanica). Ova linija Varšavskog metroa spaja južni dio grada s centrom. Varšavski metro se još uvijek gradi. Vrijeme potrebno za prelazak cijele linije iznosi oko 38 minuta. Varšavski metro dnevno koristi preko 280.000 putnika.

## Linije
| Linija | Boja | Izgradnja     | Dužina  | Ukupan broj stanica    |
| ------ | ---- | ------------- | ------- | ---------------------- |
| M1     |      | 1995. – 2008. | 22.7 km | 21                     |
| M2     |      | 2015.         | 6.3 km  | 7, ukupno planirano 27 |
| M3     |      | planirana     |         | 8                      |
|        |      | Ukupno        | 29 km   | 58                     |

## Popis stanica
(S juga prema sjeveru):
| Naziv stanice         | Otvoreno            | Lokacija                                                                    | Površina/Volumen (1) | Shema                                                                       |
| --------------------- | ------------------- | --------------------------------------------------------------------------- | -------------------- | --------------------------------------------------------------------------- |
| Kabaty – STP          | 7. travnja 1995.    | ul. Wilczy Dół                                                              |                      |                                                                             |
| A-1 Kabaty            | 7. travnja 1995.    | al. Komisji Edukacji Narodowej, ul. Wąwozowa                                | 14 250 / 59 600      | Arhivirana inačica izvorne stranice od 1. rujna 2006. (Wayback Machine)     |
| A-2 Natolin           | 7. travnja 1995.    | al. Komisji Edukacji Narodowej, ul. Belgradzka                              | 10 100 / 45 000      | Arhivirana inačica izvorne stranice od 29. lipnja 2006. (Wayback Machine)   |
| A-3 Imielin           | 7. travnja 1995.    | al. Komisji Edukacji Narodowej, ul. Indiry Gandhi                           | 11 200 / 50 500      | Arhivirana inačica izvorne stranice od 13. rujna 2006. (Wayback Machine)    |
| A-4 Stokłosy          | 7. travnja 1995.    | al. Komisji Edukacji Narodowej, ul. Jastrzębowskiego, ul. Herbsta           | 10 050 / 46 000      | Arhivirana inačica izvorne stranice od 17. rujna 2006. (Wayback Machine)    |
| A-5 Ursynów           | 7. travnja 1995.    | al. Komisji Edukacji Narodowej, ul. Surowieckiego, ul. Bartoka, ul. Wokalna | 14 900 / 91 100      | Arhivirana inačica izvorne stranice od 24. rujna 2006. (Wayback Machine)    |
| A-6 Służew            | 7. travnja 1995.    | ul. Wałbrzyska, ul. Batuty, ul. Sonaty                                      | 11 000 / 50 200      | Arhivirana inačica izvorne stranice od 9. rujna 2006. (Wayback Machine)     |
| A-7 Wilanowska        | 7. travnja 1995.    | ul. Puławska, w pobliżu al. Wilanowskiej,                                   | 15 500 / 80 200      | Arhivirana inačica izvorne stranice od 26. rujna 2006. (Wayback Machine)    |
| A-8 Wierzbno          | 7. travnja 1995.    | ul. Woronicza, al. Niepodległości, ul. Naruszewicza                         | 10 900 / 49 700      | Arhivirana inačica izvorne stranice od 11. rujna 2006. (Wayback Machine)    |
| A-9 Racławicka        | 7. travnja 1995.    | ul. Wiktorska, ul. Racławicka i al. Niepodległości                          | 9 700 / 45 000       | Arhivirana inačica izvorne stranice od 13. rujna 2006. (Wayback Machine)    |
| A-10 Pole Mokotowskie | 7. travnja 1995.    | al. Niepodległości, ul. Rakowiecka                                          | 14 300 / 58 000      | Arhivirana inačica izvorne stranice od 10. rujna 2006. (Wayback Machine)    |
| A-11 Politechnika     | 7. travnja 1995.    | ul.Waryńskiego (Rondo Jazdy Polskiej) i ul. Nowowiejska                     | 14 900 / 91 100      | Arhivirana inačica izvorne stranice od 21. kolovoza 2006. (Wayback Machine) |
| A-12 Plac Konstytucji | planirano           | pl. Konstytucji, ul. Wilcza                                                 |                      |                                                                             |
| A-13 Centrum          | 26. svibnja 1998.   | pl. Defilad, rondo R. Dmowskiego                                            | 25 520 / 145 300     | Arhivirana inačica izvorne stranice od 8. rujna 2006. (Wayback Machine)     |
| A-14 Świętokrzyska    | 11. svibnja 2001.   | ul. Świętokrzyska, ul. Marszałkowska                                        | 7 280 / 46 500       | Arhivirana inačica izvorne stranice od 15. rujna 2006. (Wayback Machine)    |
| A-15 Ratusz           | 11. svibnja 2001.   | pl. Bankowy                                                                 | 4 627 / 45 860       | Arhivirana inačica izvorne stranice od 13. ožujka 2007. (Wayback Machine)   |
| A-16 Muranów          | planirano           | ul. gen. Andersa, ul. Anielewicza, ul. Świętojerska                         |                      |                                                                             |
| A-17 Dworzec Gdański  | 20. prosinca 2003.  | ul. gen. Andersa, ul. Słomińskiego                                          | 6 864 / 43 900       | Arhivirana inačica izvorne stranice od 21. kolovoza 2006. (Wayback Machine) |
| A-18 Plac Wilsona     | 8. travnja 2005.    | pl. Wilsona                                                                 | 4 758 / 44 389       | Arhivirana inačica izvorne stranice od 1. rujna 2006. (Wayback Machine)     |
| A-19 Marymont         | 29. prosinca 2006.  | ul. Słowackiego, ul. Popiełuszki, al. Armii Krajowej                        | 6 157 / 41 206,5     | Arhivirana inačica izvorne stranice od 20. ožujka 2007. (Wayback Machine)   |
| A-20 Słodowiec        | 23. kolovoza 2008.  | ul. Kasprowicza, ul. Żeromskiego, ul. Marymoncka                            |                      | [neaktivna poveznica]                                                       |
| A-21 Stare Bielany    | 25. listopada 2008. | ul. Kasprowicza, ul. Płatnicza, al. Zjednoczenia                            | 5 019,9 / 36 215,6   | [neaktivna poveznica]                                                       |
| A-22 Wawrzyszew       | 25. listopada 2008. | ul. Kasprowicza, ul. Wolumen, ul. Lindego                                   | 5471 / 36 556,6      | [neaktivna poveznica]                                                       |
| A-23 Młociny          | 25. listopada 2008. | ul. Kasprowicza, ul. Nocznickiego                                           |                      | [neaktivna poveznica]                                                       |

- (1) Površina u [m²] Volumen u [m³]

## Budućnost
U budućnosti se planira izgradnja još dvije linije metroa: iz Bemowa na sjevernu Pragu i kraću iz centra Prage na Gocław.

## Galerija
- Plac Wilsona
- Stanica Świętokrzyska
- Stanica Ratusz

## Vanjske poveznice
- Karta varšavskog metroa  Arhivirana inačica izvorne stranice od 20. travnja 2007. (Wayback Machine)
- Službena stranica  Arhivirana inačica izvorne stranice od 6. travnja 2018. (Wayback Machine)